# Écollemont
Écollemont é uma comuna francesa na região administrativa do Grande Leste, no departamento de Marne. Estende-se por uma área de 2.81 km², e possui 55 habitantes, segundo o censo de 2018, com uma densidade de 20 hab/km².